# Placidochromis intermedius
Placidochromis intermedius є одним з видів риб в родині Цихлові (Cichlidae).
Він поширений в Малаві і є ендеміком озера Малаві. Описаний з глибини близько 100 м. Максимальна довжина — 6,9 см.